# Alberto Tonut
Alberto Tonut (Trieste, 19 aprile 1962) è un ex cestista italiano, attivo tra gli anni ottanta e gli anni novanta. Durante la sua carriera, giocava come ala grande, più raramente come ala piccola.

## Biografia
È il padre di Stefano, anch'egli cestista.

## Carriera
Prodotto del vivaio del club della sua città natale, Trieste, esordisce in prima squadra nel campionato 1979/80, in serie A2. Con la Pallacanestro Trieste vive due promozioni in A1 (1979-80 e 1981-82), risultando protagonista soprattutto della seconda. Nel 1984 viene ceduto a Livorno. Nei sette anni successivi, Tonut diventa un giocatore-simbolo per la Libertas Livorno, con la quale raggiunge la finale-scudetto della stagione 1988-89, persa rocambolescamente contro Milano di un solo punto in gara 5. Nel 1991 si trasferisce nuovamente, accasandosi con la Pallacanestro Cantù, dove trascorre tre stagioni con ottime medie personali. Retrocessa Cantù in A2, Tonut ritorna a Trieste dopo la fine dell'era Stefanel e ivi rimane per tre anni, con statistiche altalenanti. Passato a Gorizia, contribuisce nella stagione 1997/98 alla promozione della squadra in A1, nella quale l'anno dopo disputa il suo ultimo campionato di massima serie. Scende di categoria per giocare alcune stagioni in C a Caorle, quindi approda a Monfalcone, nella Falconstar. Appese le scarpe al chiodo, allena la squadra giovanile della stessa società.
Nel corso della sua lunghissima carriera (20 anni di professionismo, di cui 16 in A1 e 4 in A2), Tonut ha segnato quasi settemila punti. Molto preciso al tiro (55,4% da due, 42,3% da tre), univa ad un fisico possente una dinamicità poco comune per la sua altezza.
Con la maglia della Nazionale ha collezionato 89 presenze, segnando 509 punti, ed ha vinto: 
- 1983 Oro al Campionato Europeo di Nantes
- 1993 Oro ai Giochi del Mediterraneo.

## Palmarès
- Promozione in Serie A1: 4
Pall. Trieste: 1979-80, 1981-82
Libertas Livorno: 1985-86
Pallacanestro Gorizia 1997-1998

## Curiosità
Il figlio Stefano, nato nel 1993, dal campionato 2011-2012, si è aggregato alla prima squadra della Pallacanestro Trieste 2004, iscritta al campionato di Legadue, nel ruolo di play/guardia. Egli ha poi debuttato in Serie A nel 2015-2016 con i colori della Reyer Venezia, con la quale ha vinto due scudetti, il 20 giugno 2017 e il 22 giugno 2019. Dal 25 giugno 2022 milita nell'Olimpia Milano.